# Санки (санно-бобслейная трасса)
Центр санного спорта «Санки» — санно-бобслейная трасса, расположенная на северном склоне хребта Аибга, и построенная специально для Зимних Олимпийских игр 2014 года, в Сочи.
Строительство трассы завершилось в 2012 году. Трасса находится в 60 километрах к северо-востоку от Сочи (недалеко от Красной Поляны). На ней прошли соревнования по бобслею, скелетону и санному спорту в рамках зимних Олимпийских игр 2014. Передовые технологии подготовки льда обеспечивают точный и постоянный контроль  температуры трассы. Вместимость комплекса: 5000 зрителей. После Олимпийских игр объект используется в качестве Национального тренировочного центра.

## История
Впервые строительство санно-бобслейных комплексов в России анонсировали ещё в 2006 году, всего должны были быть построены две трассы: одна в Парамоново и одна в Красной Поляне. Первую возвели там как и планировалось, а вторую в 2009 году решили перенести на урочище «Ржаная Поляна».
Тендерный пакет на строительство трассы составил 135,7 млн рублей. Расположенный на высоте в 670-840 м над уровнем моря, комплекс должен будет вмещать 9 000 посетителей, в том числе 1000 на сидячие места и 8 000 на стоячие. Старты заездов по бобслею и скелетону будут происходить на отметке 836 м, одиночному мужскому санному спорту на отметке в 839,24 м, в то время как состязания по санному спорту между женщинами в одиночных заездах и между мужчинами в двойках начнутся с высоты в 823. Трасса имеет 17 поворотов в бобслее и скелетоне, 17 в мужском одиночном санном спорте и 16 для женщин-саночниц и мужских двоек. По завершении Олимпийских игр здесь был открыт национальный тренировочный центр, занимающийся подготовкой спортсменов в соответствующих видах спорта.
Центр санного спорта «Санки» в Сочи – первая трасса в России для соревнований международного уровня и единственная трасса в мире, имеющая три контруклона. Всего в мире подобных трасс насчитывается не больше 20. Олимпийская трасса проходит по защищенному от прямых солнечных лучей северному склону хребта Аибга у поселка Красная Поляна. Общая протяженность трассы 1814 метров, из них 314 метров - зона торможения. Максимальная скорость – 139 км/ч. Трасса максимально повторяет существующий рельеф местности, её высшая точка расположится на отметке 836 метров над уровнем моря, низшая - на отметке 704 метра. Безопасность спортсменов обеспечивается радиусом виражей и тремя контруклонами, которые гасят скорость.
Генеральный подрядчик и проектировщик: ООО «НПО "Мостовик».
В апреле 2016 года в результате пожара частично пострадал небольшой участок трассы.

## Безопасность
Изначально планировалось соорудить трассу, которая стала бы самым быстрым и сложным треком в мире, но после гибели в 2010 году грузинского саночника Нодара Кумариташвили, организаторы решили внести некоторые коррективы, в частности уменьшить среднюю скорость на 5-6 км/ч, чтобы максимально обезопасить соревнующихся спортсменов от подобных инцидентов.

## Технические данные трассы
| Дисциплина                                      | Протяженность [ м ] | Стартовая высота [ м ] | Перепад высот [ м ] | Ø Наклон [ % ] | Поворотов |
| ----------------------------------------------- | ------------------- | ---------------------- | ------------------- | -------------- | --------- |
| Бобслей и Скелетон:                             | 1.500               | 836,0                  | 124,5               | 8,30           | 17        |
| Санный спорт мужчины одиночки:                  | 1.475               | 839,2                  | 127,7               | 8,66           | 17        |
| Санный спорт мужчины двойки и женщины одиночки: | 1.384               | 829,6                  | 118,1               | 8,53           | 16        |

## Соревнования

### Зимний сезон 2012/2013
14 ноября 2012 года в Центре санного спорта «Санки» в Сочи завершилась первая Международная тренировочная неделя по санному спорту, открывшая мировой сезон 2012-2013 гг. и предварившая этап Кубка мира, который прошёл на сочинской трассе в феврале 2013 года. За время этого представительного мероприятия, собравшего более 130 спортсменов из 26 стран, команда Оргкомитета «Сочи 2014» в режиме полной боевой готовности протестировала взаимодействие со всеми службами на Олимпийской санно-бобслейной трассе.
Международная тренировочная неделя прошла в свободном, не соревновательном формате и была открыта для всех спортсменов, пожелавших опробовать сочинский Центр санного спорта. Проведение подобных недель организаторами Олимпийских игр является сложившимся международным форматом. На этот раз, продолжительность мероприятия изначально решили увеличить до 10 дней, чтобы спортсмены и персонал как можно лучше и детальнее ознакомились с особенностями трассы.
Согласно регламенту Международной тренировочной недели, в первые два дня тестов саночники постепенно совершали систематический подъем к точке старта, а с 7 ноября многие спортсмены стали начинать свои заезды с высшей позиции на трассе – Олимпийской точки старта.
На протяжении всех десяти дней в Сочи функционировал Центр управления тестовыми мероприятиями, координировавший централизованные сервисы для участников Международной тренировочной недели, такие как встречи и проводы, транспорт, питание, связь и метеоданные. Его персонал составляли сотрудники Оргкомитета «Сочи 2014», представители Госкорпорации «Олимпстрой», Администрации Краснодарского края и города Сочи, Федерации санного спорта России, а также специалисты в области медицины, транспорта и безопасности, что позволило внедрить и отладить совместную работу всех вовлеченных организаций и функций. Также на объекте впервые прошла испытание многоканальная система связи «Тетра» при поддержке Министерства связи и массовых коммуникаций РФ.
18-24 февраля 2013 года ведущие саночники мира вновь собрались в Сочи для участия в этапе Кубка мира, включая Кубок Наций и Эстафету Кубка мира. А в ноябре 2013 года состоялась вторая предолимпийская Международная тренировочная неделя.
Этап Кубка мира по бобслею и скелетону (15—17 февраля 2013)

### Зимний сезон 2013/2014
Во время XXII Зимних Олимпийских игр на трассе было разыграно 9 комплектов олимпийских медалей в бобслее, санном спорте и скелетоне.

### Зимний сезон 2014/2015
С 9 по 15 февраля 2015 года на трассе прошли соревнования в рамках восьмого этапа Кубка мира по бобслею и скелетону FIBT Viessmann. В них приняли участие 140 спортсменов из 13-ти стран мира: Австрии, Бельгии, Великобритании, Германии, Испании, Канады, Кореи, Латвии, России, Сербии, Словакии, США, Швейцарии.
Этап Кубка мира по санному спорту (28 февраля — 1 марта 2015). Чемпионат Европы по санному спорту 2015.

### Зимний сезон 2015/2016
С 5 по 7 февраля 2016 года на базе "Санно-бобслейной трассы в г. Сочи" прошёл 7-й этап Кубка мира по санному спорту, в котором участвовали сильнейшие саночники планеты..

### Зимний сезон 2016/2017
- Чемпионат мира по бобслею и скелетону 2017.  В декабре 2016 года Международная федерация бобслея и скелетона (IBSF) на фоне допингового скандала, связанного с расследованием Всемирного антидопингового агентства и отказом ряда спортсменов участвовать в чемпионате в России, сообщила о решении перенести чемпионат мира 2017 года из Сочи в Кёнигзее(Германия)[6].